# Blanzac (Alto Vienne)
 Blanzac  (en occitano Blanzac) es una localidad y comuna de Francia, en la región de Lemosín, departamento de Alto Vienne, en el distrito y cantón de Bellac. Está integrada en la Communauté de communes du Haut Limousin.

## Urbanismo

### Tipología
Blanzac es un municipio rural, ya que forma parte de los municipios con baja o muy baja densidad de población, según la tabla de densidad comunal del Insee.
También forma parte de la cuenca de Bellac, de la que es un municipio periférico. Esta zona, que incluye 11 municipios, está clasificada como de menos de 50.000 habitantes.

## Demografía
| 536 | 495 | 445 | 417 | 452 | 414 | 460 |
| Para los censos de 1962 a 1999 la población legal corresponde a la población sin duplicidades (Fuente: INSEE [Consultar]) |     |     |     |     |     |     |